# Joanna Koerten
Joanna Koerten (Amsterdam, 17 de novembre de 1650 - Amsterdam, 28 de desembre de 1715) fou una pintora neerlandesa que va sobresortir en la pintura, dibuix, gravat en vidre i modelatge en cera. Va aconseguir fama com a talladora de silueta, l'art de crear imatges en paper tallat muntat sobre un fons de color en contrast. Va produir paisatges, marines, flors, retrats i escenes religioses. Entre els seus clients es trobaven Pere I de Rússia, Frederic Guillem de Brandenburg, Johan de Witt i Guillem III d'Anglaterra.

## Biografia

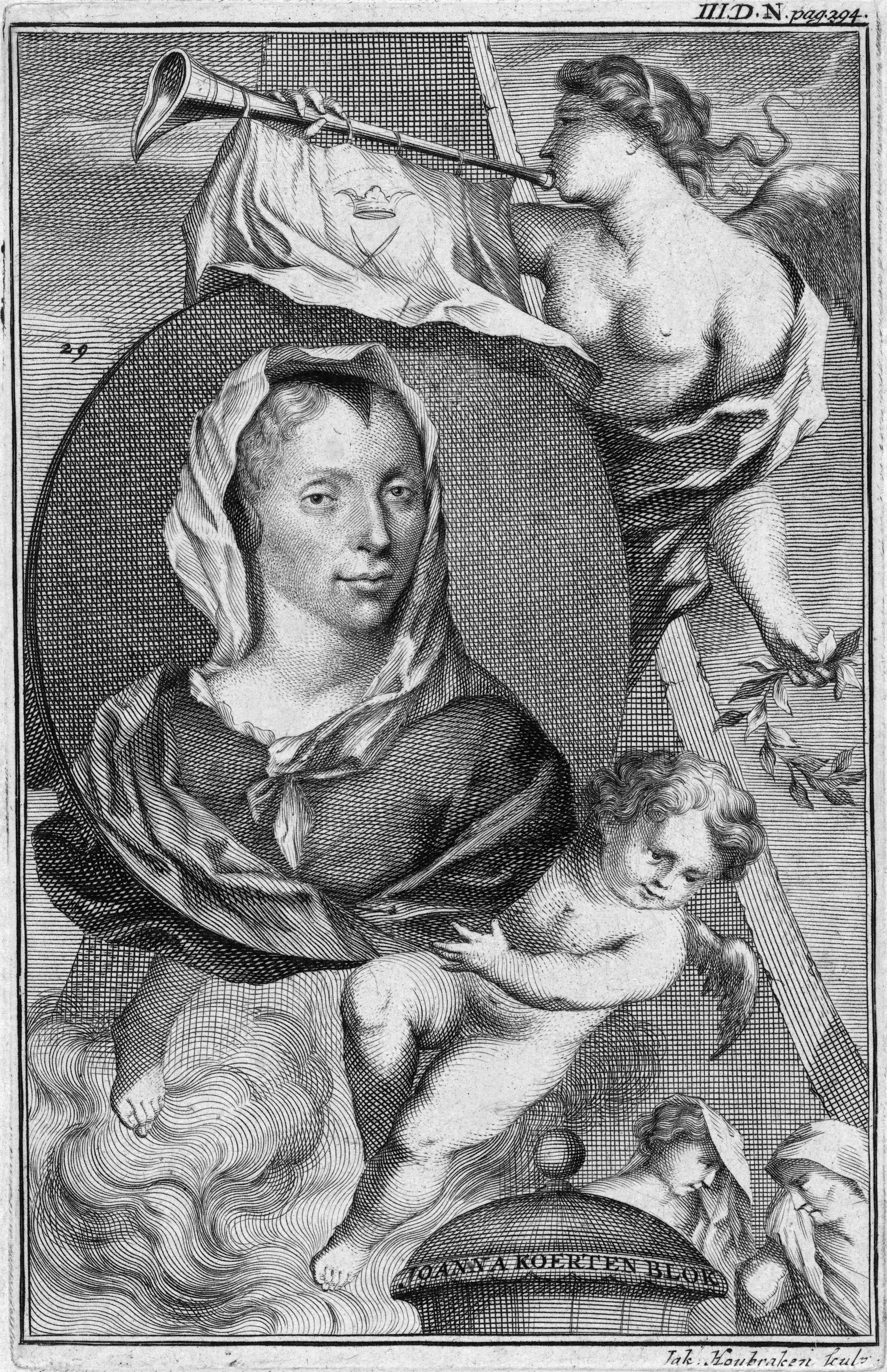
Retrat de Joanna Koerten per Jacobus Houbraken, tret d'una pintura realitzada per David van der Plaas

Era filla de Jan Koerten (1622–1651), un mercader de teles, i la seva dona Ytje Cardinaels. El seu pare va morir quan ella tenia un any d'edat i la seva mare va tornar a casar-se el 1659 amb Rosijn Zacharias, també mercader de teles. Joanna es va casar el 1691 després que la seva mare i el seu padrastre haguessin mort i quan tenia 41 anys. El seu marit va ser Adrian Block, que, just com el seu pare i el seu padrastre, també es dedicava al comerç de les teles.
Des d'una edat molt jove es va sentir diferent dels altres nens i va mostrar interès a representar el que veia al seu voltant, tant coses animades com inanimades.
Va guanyar fama com a artista que treballava fora de la tenda del seu marit, lloc que li va servir com a galeria del seu treball. Pere I de Rússia la va honorar amb una visita el 1697 en companyia de l'alcalde Witsen.
Segons Arnold Houbraken, podia gravar escenes damunt d'un got de vidre amb la punta d'un diamant, brodar i fer trames amb seda, creacions de cera, fabricar encaixos i pintures d'aquarel·la.
Segons el Rijksbureau voor Kunsthistorische Documentatie, era coneguda com una knipkunstenaar o artista de paper retallat i dibuixant.
Joanna Koerten va morir el 28 de desembre de 1715, per tant va viure 65 anys, i es troba enterrada a la capella Oudezijds, a Amsterdam.
Després de la seva mort, la seva galeria va continuar com a lloc d'interès per a artistes i en un llibre de visites mantingut pel seu marit es mostra els noms de molts poetes i artistes notables. Entre ells es troben Gérard de Lairesse, Melchior d'Hondecoeter i Nicholas Verkolje; cal·lígrafs com Jacob Gadelle, i Mary Strick; i els poetes David van Hoogstraten, John Brandt, Gesine Brit i Katharyne Lescailje.

## Obres
Quinze de les seves obres li sobreviuen. L'existència d'unes altres pot ser inferida de les descripcions en llistes d'antigues subhastes.
Per a una descripció de la seva obra es pot consultar: Catalogus van een overheerlijk konstkabinet papiere snykonst, door wylen Mejuffrouw Koerten, huisvrouw van wylen Adriaan Blok, met de schaar in papier gesneden (Amsterdam ca.1750).
Els exemples de les seves obres poden ser vists al Museu Stedelijk de Lakenhal (Leiden), a la Biblioteca Real (La Haia), al Kasteel-Museu Sypesteyn (Loosdrecht) i al Museu Wesfries (Hoorn).